# Dolomiti di Sesto
Le Dolomiti di Sesto (Sextner Dolomiten in tedesco) sono un gruppo montuoso delle Dolomiti di Sesto, di Braies e d'Ampezzo che si trova tra le province di Bolzano e Belluno. Situate in parte all'interno del Parco naturale Tre Cime, istituito nel 1982, prendono il nome dal paese di Sesto, ubicato poco a nord-est del gruppo. 
Comprendono un territorio piuttosto vasto, delimitato a grandi linee dalla bassa Val Pòpena e dalla Val di Landro, dalla Val Pusteria, dal Passo di Monte Croce di Comelico al confine con l'Austria, dalla Val Padola, dalla valle del Piave e dalla Val d'Ansiei. La vetta più elevata è la Punta dei Tre Scarperi (m 3.152). Nel loro interno si snoda la famosa Strada degli Alpini.

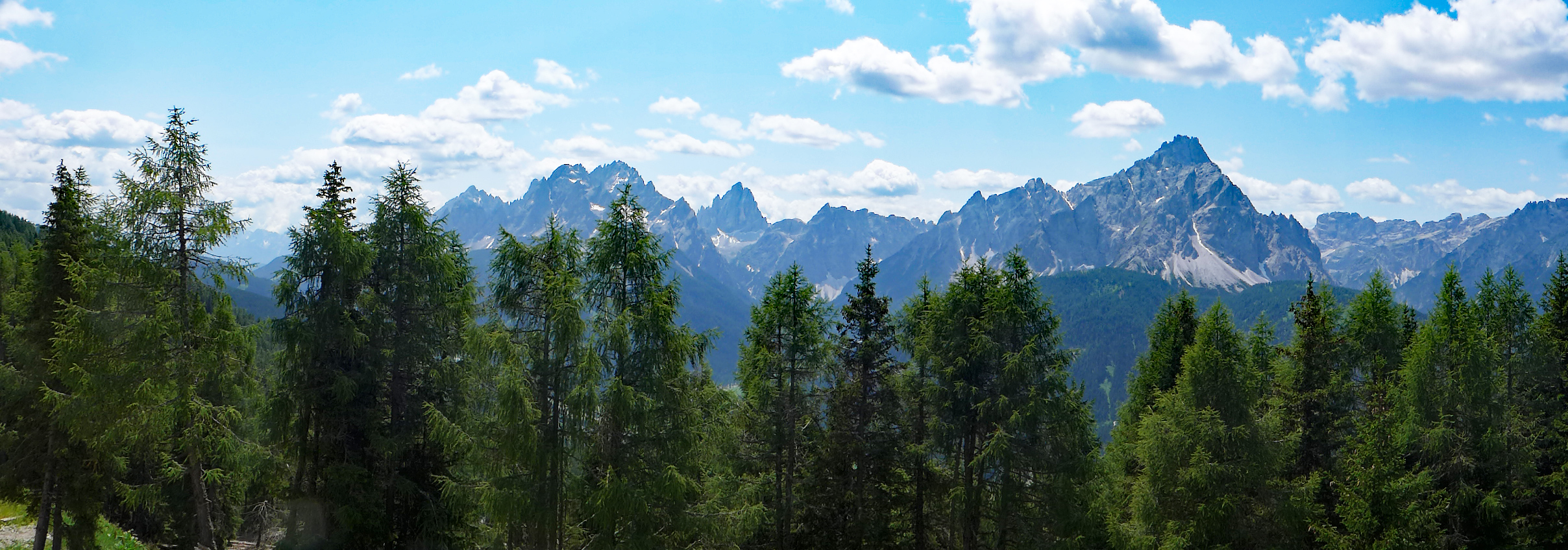
Dolomiti di Sesto viste dal Monte Elmo

## Classificazione

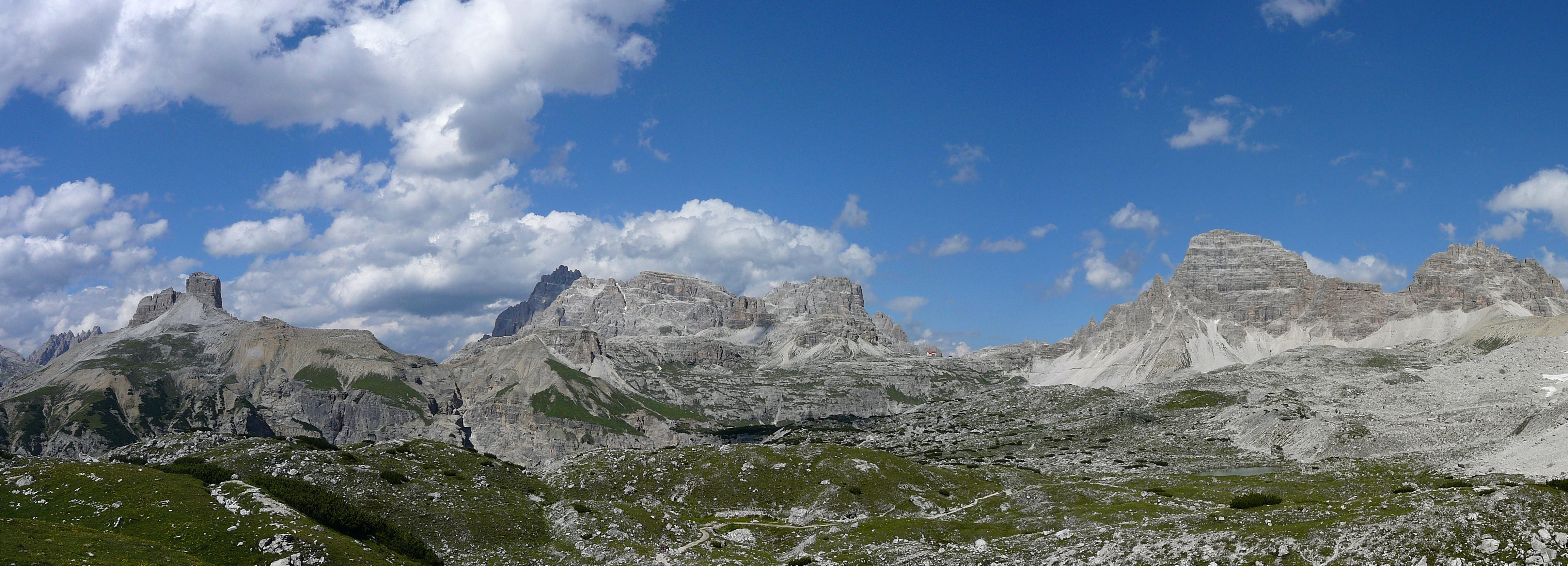
Panorama di alcune cime delle Dolomiti di Sesto

Secondo la SOIUSA le Dolomiti di Sesto sono un supergruppo alpino con la seguente classificazione:
- Grande parte = Alpi Orientali
- Grande settore = Alpi Sud-orientali
- Sezione = Dolomiti
- Sottosezione = Dolomiti di Sesto, di Braies e d'Ampezzo
- Supergruppo = Dolomiti di Sesto
- Codice = II/C-31.I-A

## Suddivisione

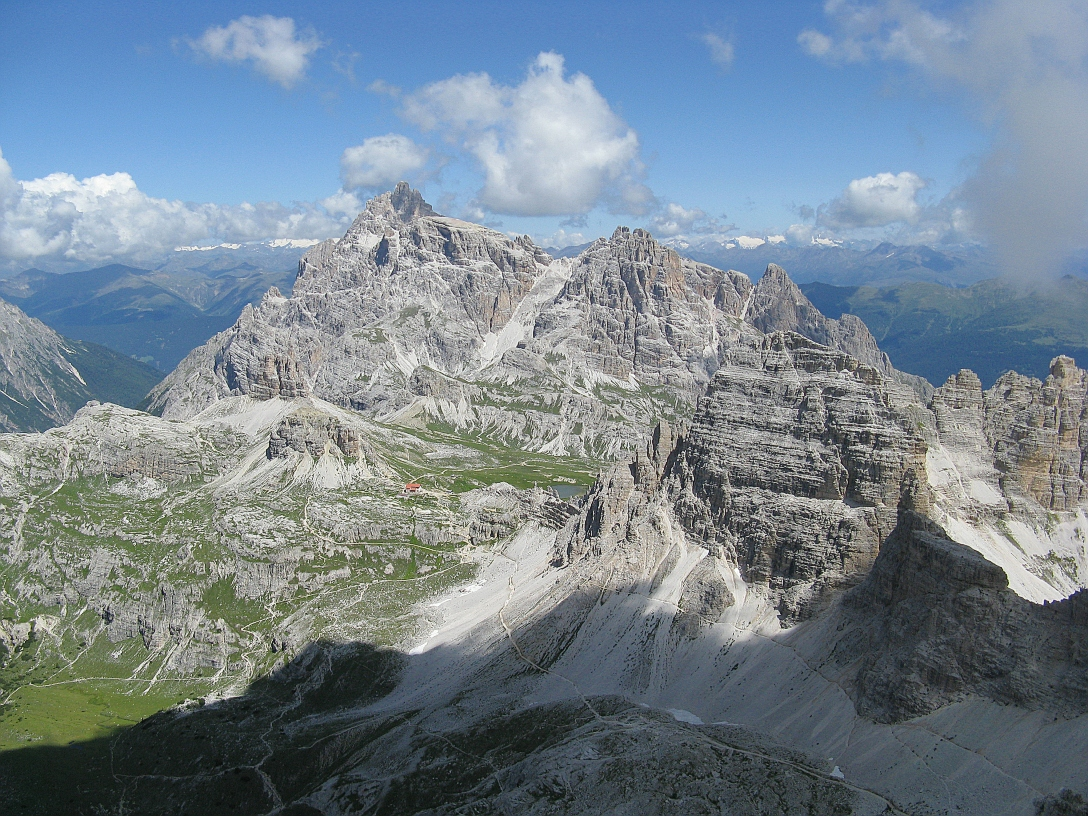
Punta dei Tre Scarperi

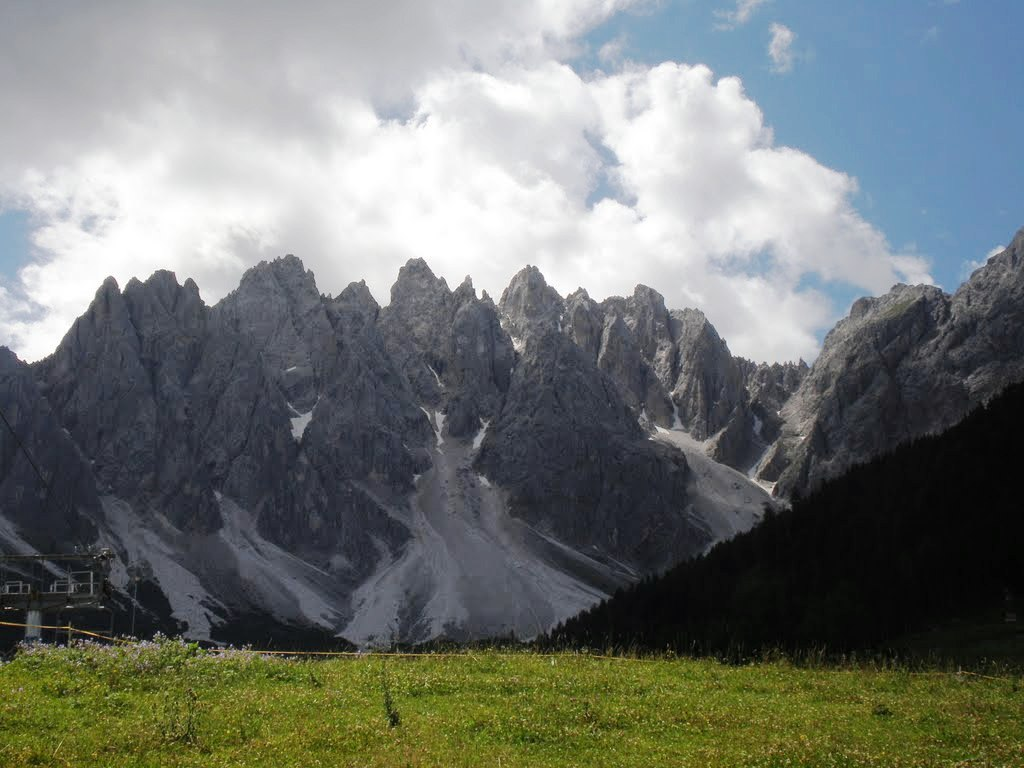
Gruppo Rondoi-Baranci

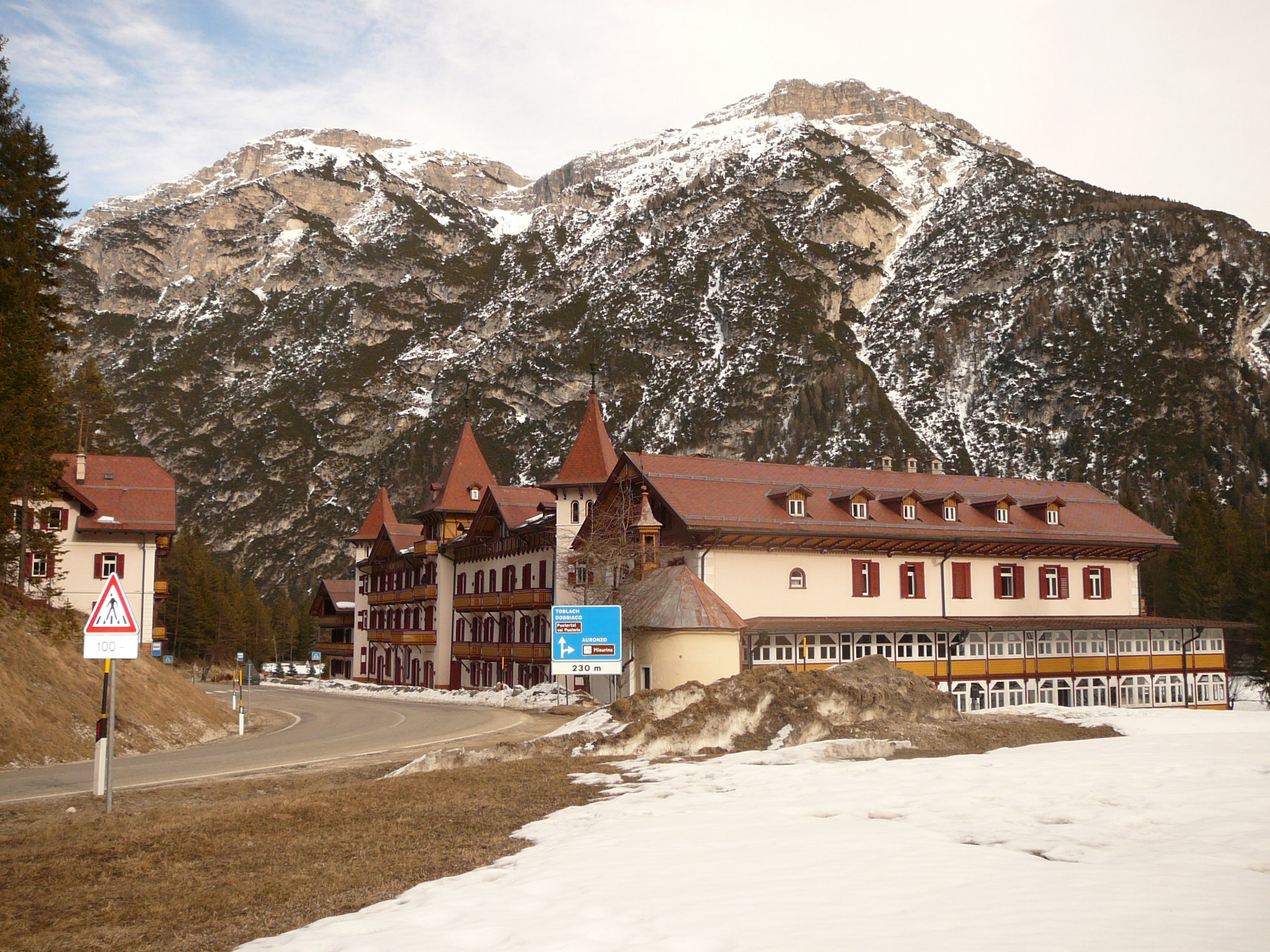
Monte Piana

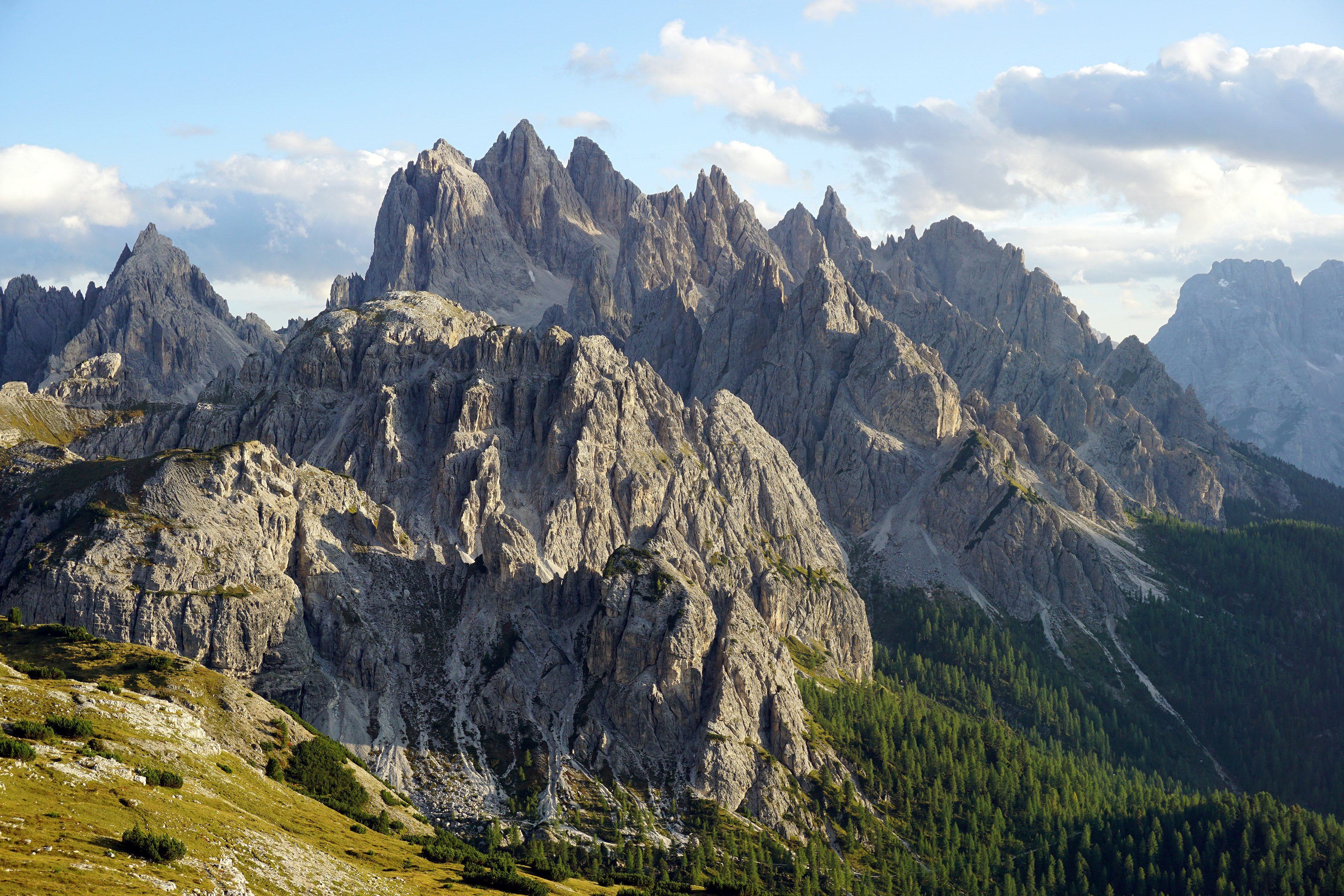
Cadini di Misurina

Si suddividono in una serie di gruppi minori:
- Gruppo dei Tre Scarperi. È delimitato dal Passo Grande dei Rondoi (m 2.289), dalla Val Campo di Dentro, dalla Val Sassovecchio, dalla Val Fiscalina e dalla Val di Sesto. Le cime maggiori sono la Punta dei Tre Scarperi (m 3.152), la Punta Piccola dei Scarperi (m 3.095), la Punta Lavina Bianca (m 2.987) e il Lastron degli Scarperi (m 2957).
- Gruppo Rondoi-Baranci. Comprende la Rocca dei Baranci (m 2.966), la Croda dei Baranci (m 2.922), la Croda dei Rondoi (m 2.873) e il monte Rudo (m 2.826).
- Gruppo delle Tre Cime di Lavaredo. È certamente il gruppo più frequentato dai turisti. Comprende la Cima Ovest (m 2.973), la Cima Grande di Lavaredo (m 2.999), la Cima Piccola (m 2.857); tra le cime minori la Croda dell'Arghena (m 2.252). A circa 1 km a nord si erge la sagoma slanciata della Torre di Toblin (m 2.617).
- Gruppo del monte Piana. Si trova fra l'alta Val di Landro, la Val Popena Bassa e la Val Rinbianco e ha due cime principali: il monte Piana (m 2.324) a sud e il monte Piano (m 2.305) a nord.
- Cadini di Misurina. È un sottogruppo situato a est del Lago di Misurina; è poco esteso, ma raccoglie molte cime dall'aspetto ardito e frastagliato. Nel Ramo di San Lucano si trovano le cime Cadin di Nord-Est (m 2.788), Cadin di San Lucano (m 2.839) e la Cima Eötvös (m 2.815). Altre cime molto frequentate dagli alpinisti sono la Torre di Misurina, la Torre del Diavolo (m 2.598) e la Torre Wundt (m 2.517). Il gruppo è attraversato dal sentiero Bonacossa.
- Gruppo Monte Paterno - Cima Una. È situato al centro delle Dolomiti di Sesto. La vetta più alta è il monte Paterno (m 2.744); altre cime sono la Croda Passaporto (m 2.744), la Torre Pian di Cengia (m 2.700) e la Cima Una (m 2.698).
- Gruppo della Croda dei Toni. Si trova tra la Val Giralba, il Passo Fiscalino (m 2.519) e la Val Cengia. Comprende la Croda dei Toni o Cima Dodici (m 3.094), la Croda Antonio Berti (m 3.029), la Cima Sud della Croda dei Toni (m 2.945) e la Cima d'Auronzo (m 2.945).
- Gruppo del Popera. È il sottogruppo più vasto; si snoda da nord a sud con catene laterali che racchiudono circhi ghiaiosi chiamati cadini. Le vette principali sono la Cima Undici (m 3.092), il Monte Popera (m 3.046), il Giralba di Sotto (m 2.995), la Cima Bagni (m 2.983), la Croda Rossa di Sesto o Cima Dieci (m. 2.965) e la Cima d'Ambata (m 2.872).

## Rifugi

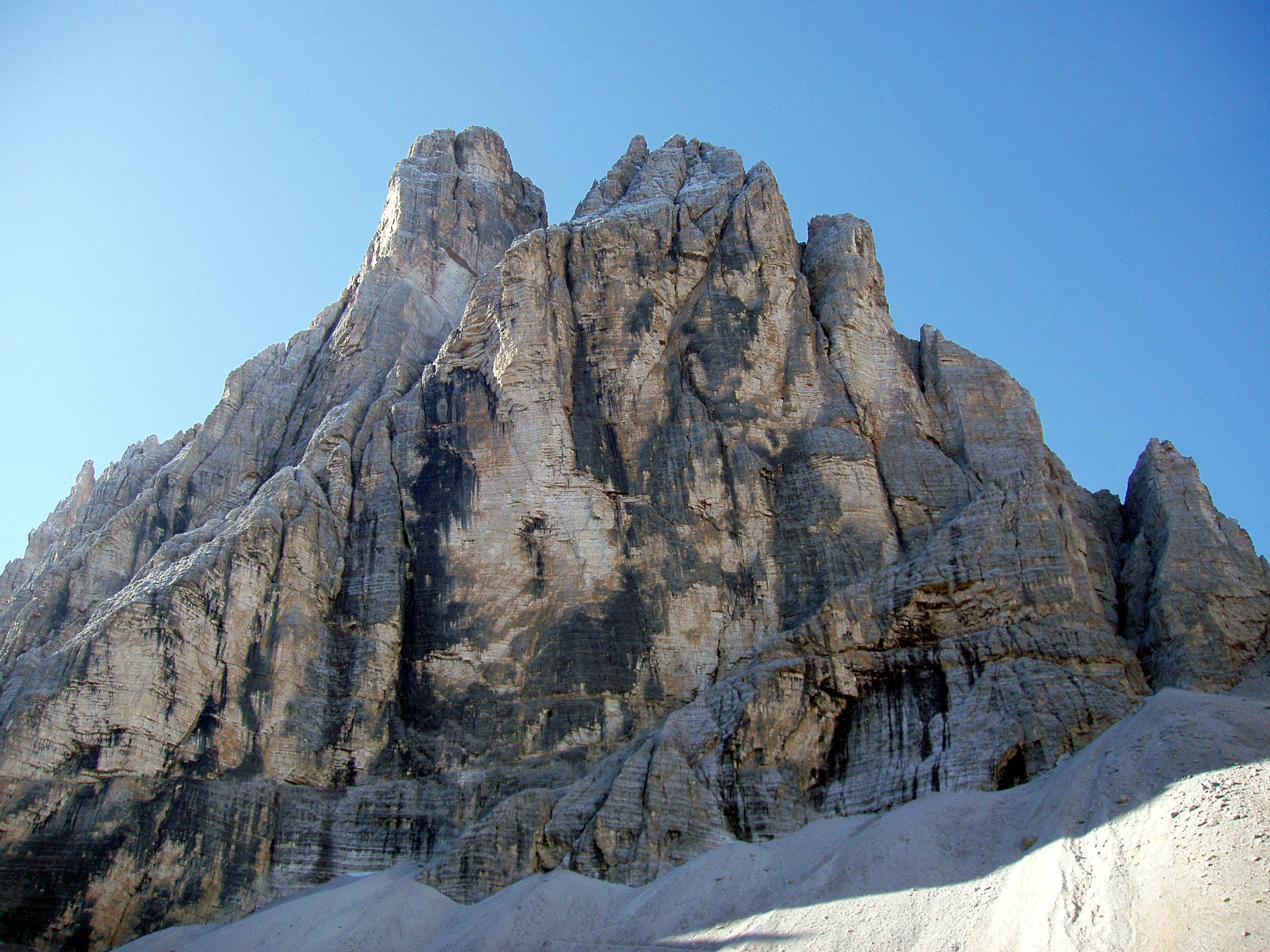
La Croda dei Toni

Nel gruppo si trovano numerosi rifugi alpini. Tra i principali vi sono:
- Rifugio Antonio Locatelli (m 2.438)
- Rifugio Auronzo (m 2.320)
- Rifugio Zsigmondy-Comici (m 2.224)
- Rifugio Pian di Cengia (m 2.528)
- Rifugio Fonda-Savio (m 2.367)
- Rifugio Lavaredo (m 2.344)
- Rifugio Carducci (m 2.297)
- Rifugio Tre Scarperi (m 1.626)
- Rifugio Bosi (m 2.213)
- Rifugio Berti (m 1.950)